# Alexgeorgea nitens
Alexgeorgea nitens är en gräsväxtart som först beskrevs av Christian Gottfried Daniel Nees von Esenbeck, och fick sitt nu gällande namn av Lawrence Alexander Sidney Johnson och Barbara Gillian Briggs. Alexgeorgea nitens ingår i släktet Alexgeorgea och familjen Restionaceae. Inga underarter finns listade i Catalogue of Life.